# Eupterote sinuata
Eupterote sinuata är en fjärilsart som beskrevs av Moore 1884. Eupterote sinuata ingår i släktet Eupterote och familjen Eupterotidae. Inga underarter finns listade i Catalogue of Life.